# 勒壤得擬譜法
最优控制中的勒壤得擬譜法（Legendre pseudospectral method）是以勒让德多项式為基礎的方式。是擬譜最佳控制中的一部份，後者是由I. Michael Ross所命名的理論。勒壤得擬譜法的基本版本最早是由Elnagar等人在1995年提出。之後，I. Michael Ross、Fariba Fahroo等人延伸擴展此方法，應用到更大範圍的問題中。其中一個受到廣泛宣傳的應用是用此方法來產生国际空间站的實時軌跡。

## 基礎
勒壤得擬譜法可以分為三種：
以高斯-洛巴度取樣點（Gauss-Lobatto points）為基礎的勒壤得擬譜法，最早是由Elnagar等人提出，之後被Fahroo和Ross所擴展，包括了伴随向量映射原理。這種勒壤得擬譜法是求解一般非線性有限時域滾動（finite-horizon）最佳控制問題的基礎，像DIDO、OTIS、PSOPT軟體中都有此方法。
以高斯-藍道取樣點（Gauss-Radau points）為基礎的勒壤得擬譜法，最早是由Fahroo和Ross提出，之後也擴展，包括了伴随向量映射原理.求解有一個自由終端點的非線性有限時域滾動最佳控制問題的基礎。
以高斯取樣點（Gauss points）為基礎的勒壤得擬譜法，最早是由Reddien所提出，是求解有多個自由終端點的非線性有限時域滾動最佳控制問題的基礎，在GPOPS-II、PROPT軟體中都有整合此方法。

## 軟體
第一個實現勒壤得擬譜法的軟體是2001年的DIDO，之後也整合到NASA的OTIS程式中，幾年後，像PSOPT、PROPT及GPOPS等軟體也有此機能。

## 太空船航行上的實現
美国国家航空航天局已在許多太空船的航行上，用DIDO軟體使用高斯-洛巴度取樣點（Gauss-Lobatto points）為基礎的勒壤得擬譜法已實現在。第一次在太空船的航行上的實現是在2006年11月5日，由DIDO來操作国际空间站，達到零燃料機動。 零燃料機動是Nazareth Bedrossian用DIDO所發現的方法。 